# Mănăstirea Văcărești

Mănăstirea Văcărești (macheta proiectului de restaurare din 1973)

Mănăstirea Văcărești, cunoscută și ca Închisoarea Văcărești, a fost un ansamblu arhitectonic construit între 1716-1736 în stil brâncovenesc, unul din cele mai valoroase monumente istorice din București, demolat în anul 1986 din ordinul lui Nicolae Ceaușescu.

## Istoric

#### Prima incintă. Faza Nicolae Mavrocordat.

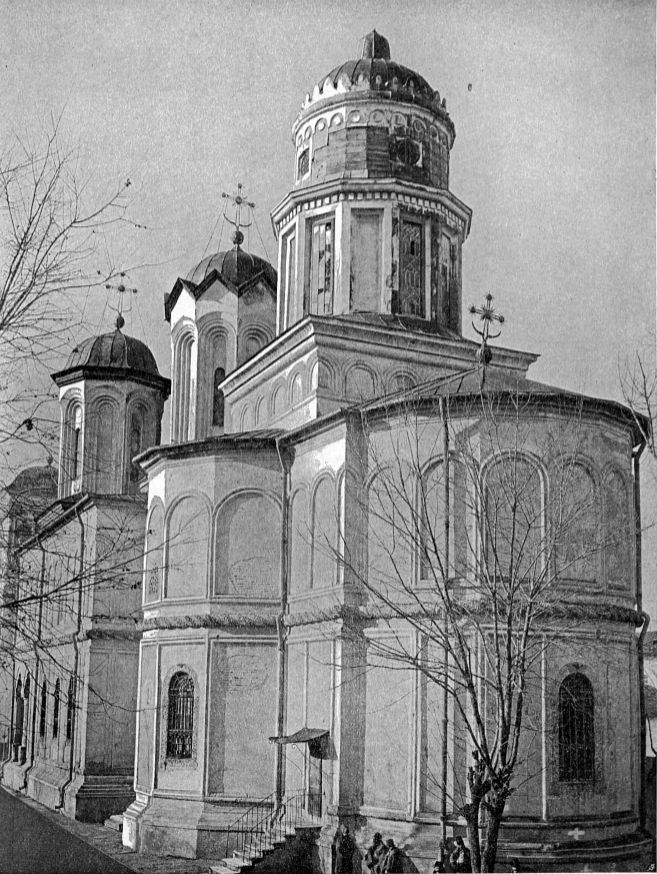
Biserica Mănăstirii Văcărești în anul 1906

Odată ajuns pe tronul Țării Românești, Nicolae Mavrocordat, domnitor fanariot luminat, iubitor de cultură și inițiator de reforme, și-a propus ridicarea unui măreț locaș de rugăciune care să aibă și funcția de reședință domnească, și care prin dimensiuni și bun gust să îl reprezinte. Locul ales pentru impozanta ctitorie a fost coama "dealului Văcărești", cum era cunoscut de bucureșteni, de fapt un promontoriu al cornișei terasei inferioare a Dâmboviței, care domina capitala în partea de SE. 
Construcția începută în 1716 a fost curând întreruptă din cauza răpirii domnitorului de către un detașament austriac, și reluată după eliberarea lui Mavrocordat din detenția executată în Ardeal, și ungerea ca domn a doua oară.
Lucrările au fost terminate în 1722, iar la 24 septembrie 1724 a fost sfințită biserica mănăstirii cu hramul “Sfânta Troiță” – clădire grandioasă, însumând o seamă de elemente arhitectonice brâncovenești si influențe ale barocului muntean, considerată de unii istorici ca o încununare a stilului brâncovenesc din Țara Românească. 
În 1730 Nicolae Mavrocordat moare de ciumă și este îngropat la Văcărești, în incinta bisericii. 
În dragostea lui pentru cultură, voievodul a înființat aici o școală în limba elenă, o tiparniță de sub teascurile căreia au văzut lumina zilei câteva cărți importante în 1741 și, ceea ce este mai important, a instalat la Văcărești o bibliotecă de proporții, cunoscută ca fiind una dintre cele mai mari și mai complete din Europa acelei epoci (un catalog al bibliotecii din 1723 care se păstrează confirmă numărul de 237 de autori). Din păcate, după moartea domnitorului, biblioteca s-a împrăștiat.

#### Incinta a doua. Faza Constantin Mavrocordat.

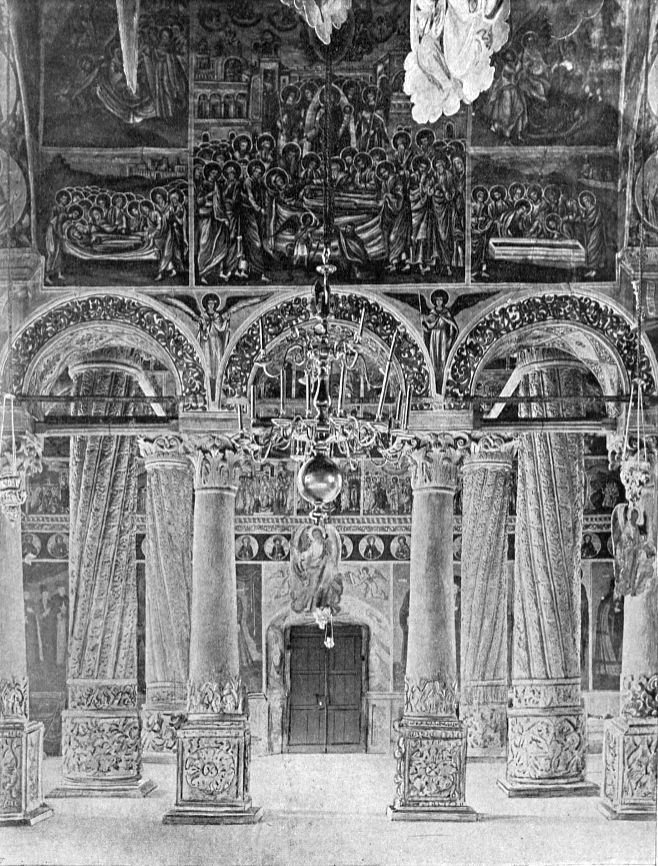
Interior al Bisericii Văcărești în 1906

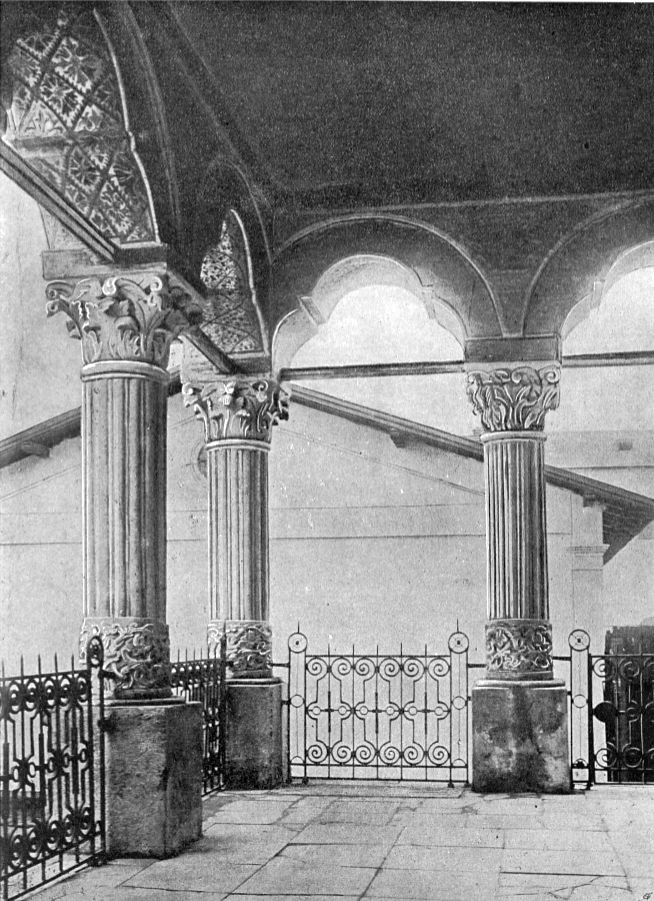
Foișor la Văcărești în 1906

În 1736, Constantin Mavrocordat, fiul lui Nicolae și succesor al său la tronul Țării Românești, aduce completări ansamblului, ridicând un superb paraclis – adevărată bijuterie arhitectonică – pe latura de răsărit și, totodată alte câteva clădiri care au format o nouă incintă, mai mică, în partea de apus a celei dintâi.

#### Proiecte de schimbare a destinației.
Încă înainte de al Doilea Război Mondial, Dem I. Dobrescu, care fusese primar al Bucureștiului în perioada februarie 1929 - ianuarie 1934, opinase că mănăstirea Văcărești, „cu superba ei priveliște, cu frumosul bulevard Văcărești, ar putea fi destinată ca reședință Patriarhiei noastre”, ale cărei instituții religioase erau „înghesuite” în Dealul Patriarhiei.
În 1973 Șahul Iranului,  Mohammad Reza Pahlavi a vizitat România și i-a sugerat lui Nicolae Ceaușescu ideea înființării unui muzeu de artă religioasă. Deoarece Direcția Penitenciarelor, în subordinea căreia se afla Complexul Văcărești, tocmai construia pe Calea Rahovei o nouă închisoare (Penitenciarul Spital București-Rahova), Mănăstrea Văcărești a fost aleasă în acest scop și au început lucrările de restaurare.
În perioada 1974-1977, un colectiv de specialiști condus de arhitectul Liana Bilciurescu a restaurat partea estică a incintei cu biserica, cutremurul din 1977 afectând-o nesemnificativ. Totuși, după seism, Comisia Monumentelor Istorice a fost desființată, iar șantierul de restaurare de la Văcărești a fost oprit.

#### Demolarea

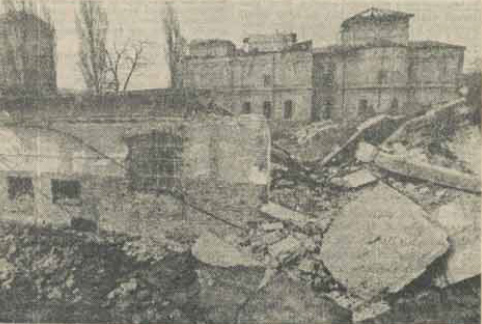
Mănăstirea Văcărești în ianuarie 1987

Pe 2 decembrie 1984 șantierul a fost vizitat de Nicolae și Elena Ceaușescu, însoțiți de patriarhul Iustin Moisescu. Ceaușescu i-a propus patriarhului să facă în Mănăstirea Văcărești Institutul Teologic, pentru care există bani de la ONU. Patriarhul a refuzat să ia localul în primire până nu este complet renovat, deoarece se temea ca Ceaușescu să nu dispună mutarea sediului Patriarhiei la Văcărești. Atunci Nicolae Ceaușescu a dispus demolarea mănăstirii. Deși mai mulți intelectuali, Constantin Noica, Geo Bogza, Mihail Șora, Dan Nasta, Zoe Dumitrescu Bușulenga, Răzvan Theodorescu, Dinu C. Giurescu, Grigore Ionescu și Peter Derer au semnat un memoriu pentru salvarea mănăstirii, demolarea acesteia a început în toamna anului 1985.
În ciuda protestelor și intervențiilor Bisericii Ortodoxe Române, oamenilor de cultură din țară și de peste hotare, organizațiilor și instituțiilor internaționale, între 11-15 decembrie 1986 a fost demolată biserica, iar în 1987 întreaga Mănăstire Văcărești a fost rasă de pe fața pământului pentru a elibera terenul în vederea construirii unui complex de clădiri pentru justiție, în care trebuiau să se instaleze Ministerul Justiției, Procuratura Generală, Tribunalul Suprem și alte instanțe judecătorești. După ce în 1988 a început turnarea fundațiilor, în 1990 lucrările au fost abandonate. Nici măcar dealul nu a fost cruțat, el fiind aproape total distrus. 
În incinta Mănăstirii Văcărești, cu puțin timp înainte de demolare, Sergiu Nicolaescu a turnat câteva scene de luptă, cu tancuri, pentru filmul "Noi, cei din linia întâi", aducând grave deteriorări ansamblului, precum fracturarea crucii din marmură a unuia din ctitorii mănăstirii, domnitorul Constantin Mavrocordat, forțarea lacătelor și a drugilor de fier care închideau paraclisul, precum și a ușii altarului Bisericii mari, fapt ce a determinat intervenția la forurile superioare a personalului Muzeului de Istorie a Municipiului București.

#### Toponimul Văcărești.

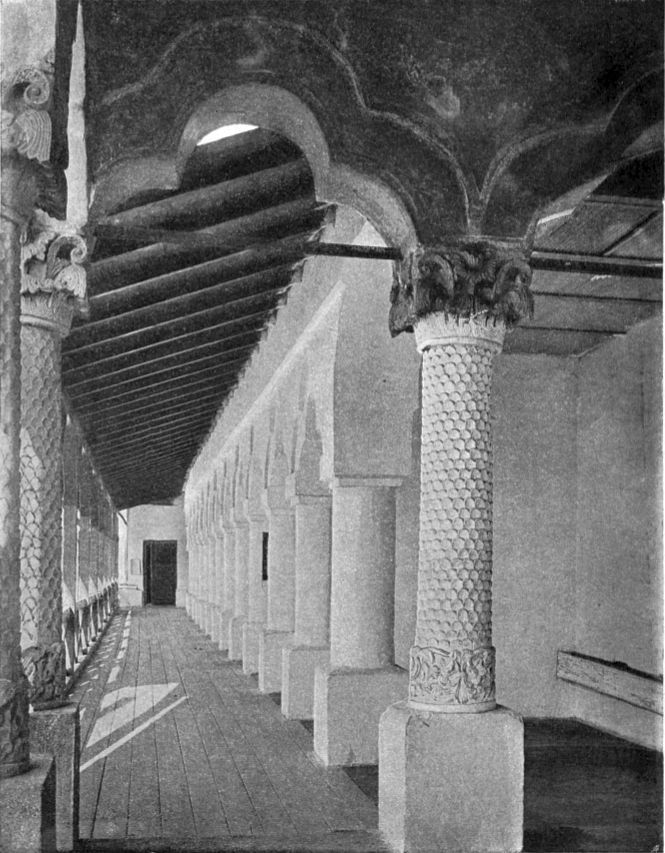
Coridorul paraclisului de la Mănăstirea Văcărești în anul 1906

Există încă o polemică între istorici și etimologi. După părerea unora, numele zonei s-ar datora faptului că moșia ar fi aparținut familiei boierilor Văcărești. Bariera Piscului (drumul Olteniții), căci printre băltișurile Dâmboviții se forma o limbă de pământ care se numea pisc și pe unde treceau Văcăreștii la moșia lor din dealul viilor, care păstrează până în ziua de astăzi numele de Văcărească, căci chiar dealul pe care s-a zidit în urmă sf. Mănăstire Văcărești de către N. Mavrocordat, ce-i servea de fortăreață, la anul 1716, se numește până astăzi Văcărești, iar nu Mavrocordești. 
Alte păreri susțin că toponimul nu are nici o legătură cu familia Văcărescu și că explicația s-ar afla fie în ocupația sătenilor de altă dată – creșterea vitelor, fie că ar fi derivată din birul care se plătea odinioară de către crescătorii de animale – “văcăritul”.